# 2023年世界柔道選手権大会
2023年世界柔道選手権大会（第40回世界柔道選手権大会）は、2023年5月7日～5月14日にカタールのドーハアリ・ビン・ハマド・アル＝アティーヤ・アリーナで開催の柔道の世界選手権。無差別を除いた男女7階級の個人戦と男女混合の団体戦が実施される。カタールでの開催は初めてとなる。なお、「Joud」という名のキャラクターが大会マスコットに選ばれた。

## 大会結果

### 男子
| 階級        | 金                                              | 銀                         | 銅                                          |
| ----------- | ----------------------------------------------- | -------------------------- | ------------------------------------------- |
| 60kg以下級  | フランシスコ・ガリゴス                          | ディルショドベク・バラトフ | ゲオルギー・サルダラシビリ イ・ハリム       |
| 66kg以下級  | 阿部一二三                                      | 丸山城志郎                 | ワリド・キヤー ヨンドンペレンレイ・バスフー |
| 73kg以下級  | ニルス・シュトゥンプ                            | マヌエル・ロンバルド       | 橋本壮市 ムロジョン・ユルドシェフ           |
| 81kg以下級  | タト・グリガラシビリ                            | マティアス・カス           | 永瀬貴規 李俊奐                             |
| 90kg以下級  | ルカ・マイスラゼ                                | ラシャ・ベカウリ           | 村尾三四郎 マルクス・ニマン                 |
| 100kg以下級 | 中立選手(AIN) アルマン・アダミアン              | ルカシュ・クルパレク       | ゼリム・コツォイエフ ピーター・パルチック   |
| 100kg超級   | テディ・リネール 中立選手(AIN) イナル・タソエフ | 該当者なし                 | ラファエル・シルバ アリシェル・ユスポフ     |

### 女子
| 階級       | 金                     | 銀                           | 銅                                                    |
| ---------- | ---------------------- | ---------------------------- | ----------------------------------------------------- |
| 48kg以下級 | 角田夏実               | シリヌ・ブクリ               | 古賀若菜 アッスンタ・スクット                         |
| 52kg以下級 | 阿部詩                 | ディヨラ・ケルディヨロワ     | アマンディーヌ・ブシャール オデッテ・ジュフリーダ     |
| 57kg以下級 | 出口クリスタ           | 舟久保遥香                   | ルハグバトゴー・エンフリーレン ジェシカ・クリムカイト |
| 63kg以下級 | クラリス・アグベニュー | アンドレヤ・レシキ           | エズバシュ・ソフィ ジョアンネ・ファンリースハウト     |
| 70kg以下級 | 新添左季               | ジョヴァンナ・スコッチマッロ | バルバラ・マティッチ ミヒャエラ・ポレレス             |
| 78kg以下級 | インバル・ラニル       | オドレー・チュメオ           | アリーチェ・ベッランディ フーシェ・ステーンハイス     |
| 78kg超級   | 素根輝                 | ジュリア・トロフア           | ベアトリス・ソウザ ラズ・ヘルシュコ                   |

## 男女混合団体戦
| 開催年 | 優勝                                                                                       | 2位 | 3位 | 3位 |
| 2022   | 日本 舟久保遥香 玉置桃 橋本壮市 古賀颯人 新添左季 桑形萌花 田嶋剛希 瀬川麻優 斉藤立 影浦心 | フランス サラ＝レオニー・シジク ジョアン＝バンジャマン・ガバ マリー＝エヴ・ガイエ マルゴー・ピノ マクシム＝ガエル・ンガヤ＝アムブ ロマヌ・ディッコ コラリ・ハイメ ジョセフ・テレク | オランダ ジュリー・ブルスケンス コエン・へフ キム・ポリング サンネ・ファンデイケ ノエル・ファントエンド フランク・デ・ウィット フーシェ・ステーンハイス カレン・ステフェンソン ロイ・メイヤー ミハエル・コレル | ジョージア エテリ・リパルテリアニ ラシャ・シャフダトゥアシビリ エテル・アスキラシビリ ラシャ・ベカウリ ルカ・マイスラゼ ソフィオ・ソムヒシビリ グラム・ツシシビリ ゲラ・ザアリシビリ |

## 各国メダル数
| 順 | 国・地域         | 金 | 銀 | 銅 | 計 |
| -- | ---------------- | -- | -- | -- | -- |
| 1  | 日本             | 6  | 2  | 4  | 12 |
| 2  | フランス         | 2  | 4  | 2  | 8  |
| 3  | ジョージア       | 2  | 1  | 2  | 5  |
| -  | 中立選手(AIN)    | 2  | 0  | 0  | 2  |
| 4  | イスラエル       | 1  | 0  | 2  | 3  |
| 5  | カナダ           | 1  | 0  | 1  | 2  |
| 6  | スペイン         | 1  | 0  | 0  | 1  |
| 6  | スイス           | 1  | 0  | 0  | 1  |
| 8  | ウズベキスタン   | 0  | 2  | 2  | 4  |
| 9  | イタリア         | 0  | 1  | 3  | 4  |
| 10 | ベルギー         | 0  | 1  | 0  | 1  |
| 10 | チェコ           | 0  | 1  | 0  | 1  |
| 10 | ドイツ           | 0  | 1  | 0  | 1  |
| 10 | スロベニア       | 0  | 1  | 0  | 1  |
| 14 | オランダ         | 0  | 0  | 3  | 3  |
| 15 | ブラジル         | 0  | 0  | 2  | 2  |
| 15 | 韓国             | 0  | 0  | 2  | 2  |
| 15 | モンゴル         | 0  | 0  | 2  | 2  |
| 18 | オーストリア     | 0  | 0  | 1  | 1  |
| 18 | アゼルバイジャン | 0  | 0  | 1  | 1  |
| 18 | クロアチア       | 0  | 0  | 1  | 1  |
| 18 | ハンガリー       | 0  | 0  | 1  | 1  |
| 18 | スウェーデン     | 0  | 0  | 1  | 1  |

- IJFは今大会に中立選手(AIN)で出場してメダルを獲得した2名のロシア選手をメダル一覧表に含めなかった[6]。

## 優勝者の世界ランキング

### 男子
| 60 kg級    | スペイン      | フランシスコ・ガリゴス | 4位  |
| 66 kg級    | 日本          | 阿部一二三             | 5位  |
| 73 ㎏級    | スイス        | ニルス・シュトゥンプ   | 9位  |
| 81 ㎏級    | ジョージア    | タト・グリガラシビリ   | 1位  |
| 90 ㎏級    | ジョージア    | ルカ・マイスラゼ       | 3位  |
| 100 ㎏級   | 中立選手(AIN) | アルマン・アダミアン   | 19位 |
| 100 ㎏超級 | フランス      | テディ・リネール       | 18位 |
| 100 ㎏超級 | 中立選手(AIN) | イナル・タソエフ       | 24位 |

### 女子
| 48 kg級   | 日本       | 角田夏実               | 2位  |
| 52 kg級   | 日本       | 阿部詩                 | 6位  |
| 57 kg級   | カナダ     | 出口クリスタ           | 2位  |
| 63 kg級   | フランス   | クラリス・アグベニュー | 17位 |
| 70 kg級   | 日本       | 新添左季               | 4位  |
| 78 kg級   | イスラエル | インバル・ラニル       | 7位  |
| 78 kg超級 | 日本       | 素根輝                 | 9位  |

(出典、JudoInside.com)

## 世界ランキング1位の成績

### 男子
| 60 kg級    | チャイニーズタイペイ | 楊勇緯                       | 3回戦敗退 |
| 66 kg級    | モルドバ             | デニス・ビエル               | 3回戦敗退 |
| 73 kg級    | ジョージア           | ラシャ・シャフダトゥアシビリ | 2回戦敗退 |
| 81 kg級    | ジョージア           | タト・グリガラシビリ         | 優勝      |
| 90 kg級    | ウズベキスタン       | ダブラト・ボボノフ           | 不出場    |
| 100 kg級   | ジョージア           | イリア・スラマニゼ           | 5位       |
| 100 kg超級 | タジキスタン         | テムール・ラヒモフ           | 5位       |

### 女子
| 48 kg級   | フランス   | シリヌ・ブクリ           | 2位       |
| 52 kg級   | イギリス   | チェルシー・ジャイルズ   | 不出場    |
| 57 kg級   | ブラジル   | ラファエラ・シルバ       | 2回戦敗退 |
| 63 kg級   | イギリス   | ルーシー・レンシャル     | 2回戦敗退 |
| 70 kg級   | クロアチア | バルバラ・マティッチ     | 3位       |
| 78 kg級   | イタリア   | アリーチェ・ベッランディ | 3位       |
| 78 kg超級 | フランス   | ロマヌ・ディッコ         | 2回戦敗退 |

(出典、JudoInside.com)

## 放映の途中打ち切りを巡って
今大会はフジテレビ系列で放映された。大会2日目は阿部一二三と丸山城志郎の決勝戦が生中継されるも、放映終了時間の午前1時25分に番組が打ち切られたため、試合を最後まで放映することができなかった。SNS上ではフジテレビのこの対応に次のような批判が渦巻いた。「丸山対阿部なんて毎回延長してるんだから延長分も計算に入れとけよ　二度とフジテレビは柔道に関わるな」「世界柔道の決勝 日本人対決よりYouTuberの番組の方が大切らしい。フジテレビは」「中継突然終了は完全に抗議案件だわ」。その後に放映されたYouTuberグループコムドットの番組『コムドットって何？』まで批判のとばっちりを受けることになった。なおフジテレビは、2013年の世界選手権でも大会初日の高藤直寿及び大会2日目の海老沼匡の決勝戦の途中でCMを入れた過去があった。初日はめざましテレビ内で続きが放映されたものの、2日目はCMの最中に海老沼が一本勝ちしたため、勝利の瞬間を放映できなかった（2013年世界柔道選手権大会#TV放送についての項を参照のこと）。また、テレビ東京も2020年12月に放映した東京オリンピック66kg級代表決定戦の阿部一二三と丸山城志郎の対戦を途中で打ち切り、最後まで放映することができなかった。しかしこの時は、打ち切り直後にYouTubeのテレビ東京チャンネルで試合の続きが放映される措置が講じられた（阿部一二三#社会人時代の項を参照のこと）。

## 男子100㎏超級の決勝に関して
今大会の男子100㎏超級決勝はフランスのテディ・リネールと中立選手の立場で出場したロシアのイナル・タソエフの対戦となった。GSに入って3分過ぎにタソエフがリネールの払腰をめくり返したものの、ポイントにならなかった。その直後にリネールが得意の浮技で技ありを取って世界選手権11度目の優勝を果たした。試合後に主任審判理事のダニエル・ラスカウは、タソエフによるカウンター攻撃は新ルールが規定する講道館由来の技術を駆使せずに相手を横転させたためにポイントが与えられなかったと説明した。しかしその後にラスカウを含めた審判委員会は、専門家の意見も交えた上で現行ルールを考慮した結果、タソエフのカウンターはポイントの付与が可能であったとして、前言を翻すとともに謝罪した。今後この種のめくりにはポイントが与えらえるという。それでも、試合の結果に変更が加えられることはなかった。しかしながら、6月になってIJFは正式に誤審を認めて両者を勝者と認定した。ロシア大統領のウラジーミル・プーチンはこの件に関して次のように語った。「私はこの試合を見ており、IJFの最初の裁定に意気消沈したが、結果を是正したことは賞賛する。スポーツは公平であることが何よりも重要だからだ」。
なお、2022年11月にジョージアのゴリで開催されたヨーロッパクラブ選手権の準々決勝で、リネールは地元のグラム・ツシシビリに技ありで一旦は敗れた。しかしながら、この試合ではツシシビリがリネールの大車を切り返して技ありを取った際に、ツシシビリは反則負けの対象となる軸足を刈っていたとフランス柔道連盟が試合後に抗議した。結果的にIJFは誤審を認めて技ありを取り消すとともに、ツシシビリを反則負けにした。また、2021年10月にイタリアのオルビアで開催された世界ジュニアでは、女子78㎏超級決勝でフランスのコラリ・ハイメとオランダのマリト・カンプスが対戦すると、ハイメが体落で技ありを取って一旦は勝利した。しかしながら試合後にIJFは、ハイメの体落は技ありとするには不十分だったとしてポイントを取り消すとともに、両者を勝者とした。

## ロシアとベラルーシの大会参加とウクライナのボイコット
IJFは2023年5月の世界選手権から、ロシアによるウクライナへの軍事侵攻により国際舞台から除外されていたロシア及びその協力者であるベラルーシの選手が、中立の立場(AIN)でIJFワールド柔道ツアーに出場することを容認した。選手のSNS上での発言内容などを調査した上で、問題がないと判断された選手には参加資格が付与される。3月にIOCが中立の条件付きながら両国選手の国際大会への復帰を容認しており、IJFもオリンピックの夢を目指す全ての選手に公平な参加と平等なチャンスを与えるとして、それに追従する形となった。これに対して、ウクライナは世界選手権のボイコットを表明した。ウクライナ柔道連盟は世界選手権に出場が認められたロシア選手の大半は現役の軍人だと主張している。またウクライナのマスコミによれば、東京オリンピック銅メダリストのニヤス・イリアソフ、タメルラン・バシャエフ、マディナ・タイマゾワを含む7名がCSKAに所属する軍関係者だという。IOCはロシアの軍や治安機関に所属する選手の出場を認めていないが、IJFはこの点について触れていない。世界選手権に出場予定だったダリア・ビロディドは、ウクライナ人を日常的に殺戮しているテロリスト国家の軍人が国際大会に参加するのは許されないことだと語った。一方で、ロシアのスポーツ大臣であるオレグ・マティツィンは、IJFがロシア国旗を認めないのは差別的だと非難した。その後IJFは、ロシア選手団のうち役員8名が基準を満たしていなかったとして大会参加を拒否したが、そこに選手は含まれていなかった。選手のいずれもが、戦争を支持、ないしはそれを示唆する見解が確認できなかったという。なお、今大会は世界ランキングの100位以内に入っていないと出場できず、ベラルーシ選手はその基準を満たしていなかったが、特別に出場を認められた。IJF会長のマリウス・ビゼールは「すべての国は世界選手権とIJFの大会に歓迎される。私たちは戦争に反対するが、差別はしない」、IJF理事で全柔連会長の山下泰裕も「パスポートだけで選手を差別すべきではない」とそれぞれ見解を述べた。これに対して、ウクライナ柔道連盟会長のミハイロ・コシリャクはIJF総会において、ロシア選手17名のうち15名が軍関係者だと非難した。一方でビゼールは、それらの選手はすでに軍を離れていると主張した。さらにビゼールは次のように述べた。「我々の決定によりロシアとウクライナの両方の人命が救われた。ロシア選手は戦争に加担せず柔道界にとどまる道を選んだ。我々がそんな彼らを拒否していたら、彼らは前線に送られた」。なお、今大会の100㎏級で中立選手として出場したアルマン・アダミアンが優勝した際に、ロシア大統領のプーチンはアダミアンを我々のチャンピオンと称賛した。また、100㎏超級で優勝したフランスのテディ・リネールは、「私たちは柔道ファミリー。スポーツと政治は全く違うものだ」として、ロシアとベラルーシの選手が中立の立場で復帰したことを支持する態度を明らかにした。その一方で、試合会場においてロシア軍のエンブレム(聖ゲオルギー・リボン)を着用していた観客3名が取り外しを拒否したため、会場から追い出された。